# Bombardier Transportation México

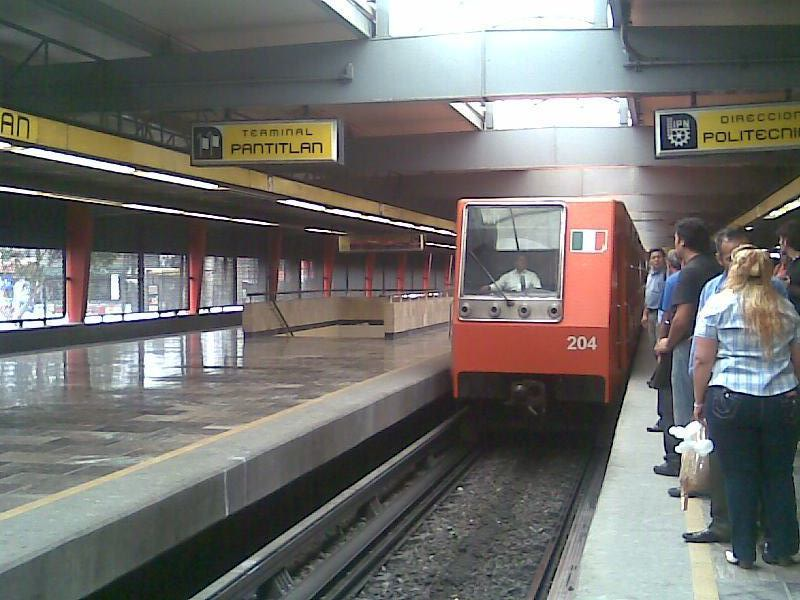
Un tren subterráneo fabricado por Concarril

Bombardier Transportation México, también conocida como Bombardier-Concarril y cuyo nombre inicial fue Constructora Nacional de Carros de Ferrocarril, es una empresa filial de Bombardier Transportation con sede en Ciudad Sahagún, Hidalgo, en México. 

## Historia

### Inicios
Se fundó en 1952 con el nombre de Constructora Nacional de Carros de Ferrocarril, conocida como Concarril, o menos comúnmente como CNCF, era un importante empresa pública que fabricaba material remolcado. Desde la década de 1950 hasta 1991, fabricó una amplia variedad de vagones de pasajeros y mercancías, así como locomotoras. Era propiedad del gobierno mexicano. Después de acumular demasiada deuda, dejó de operar en diciembre de 1991 y fue vendida a Bombardier Transportation en abril de 1992 por alrededor de $68 millones de dólares. En ese momento, era el mayor fabricante de material rodante ferroviario en México. La producción se reanudó en las instalaciones de Ciudad Sahagún tras la toma de posesión de Bombardier.
Ferrocarriles Nacionales de México (FNM, o NdeM), la compañía ferroviaria estatal del país hasta la década de 1990, compró una gran cantidad de vagones de ferrocarril de Concarril, incluida una variedad de vagones de carga y de pasajeros. Estos últimos incluían coches cama además de los autocares convencionales. Los vagones restaurante no eran uno de sus productos habituales; construyó su primer automóvil de este tipo en 1989, para FNM. La empresa también construyó locomotoras para FNM y otros ferrocarriles, y realizó trabajos de reconstrucción (o restauración) en locomotoras y vagones más antiguos.

### Sucesor
En 1992, la empresa fue adquirida del gobierno mexicano por Bombardier, convirtiéndose en parte de Bombardier Transportation, como una subsidiaria denominada Bombardier-Concarril. La producción se reanudó más tarde ese mismo año. Para algunos tipos de vehículos, Bombardier inicialmente mantuvo el uso de los mismos diseños que había utilizado Concarril, como los vagones de tren ligero para el Metro de Monterrey, donde un lote de 23 construidos en 1990 por Concarril y un lote de 25 construidos en 1992-93 de Bombardier.
En 1998, Greenbrier Companies, de Lake Oswego, Oregón, entró en una empresa conjunta con Bombardier para fabricar vagones de ferrocarril de carga en la planta de Bombardier en Ciudad Sahagún. La sociedad se denominó Greenbrier-Concarril LLC, y la subsidiaria de Greenbrier, Gunderson, administró la participación de la empresa estadounidense, como Gunderson-Concarril. La producción incluyó furgones, vagones plataforma y vagones góndola.
En diciembre de 2004, Greenbrier compró la participación del 50 por ciento de Bombardier y se convirtió en el único propietario de Greenbrier-Concarril LLC y Gunderson-Concarril SA, que fabrican únicamente vagones de carga. Bombardier retuvo la propiedad de las instalaciones de la fábrica y las arrendó a Greenbrier/Gunderson. Bombardier Transportation (como subsidiaria Bombardier Transportation México, anteriormente conocida como Bombardier-Concarril) continuó realizando la producción de equipos ferroviarios de pasajeros, utilizando otra parte de la antigua fábrica de Concarril en Ciudad Sahagún.

## Planta de Bombardier en Ciudad Sahagún
La planta construyó una serie de locomotoras Electro-Motive Diesel. La planta ha construido más de 100 vehículos de tren ligero para sistemas de tránsito rápido en las tres ciudades más grandes de México, Guadalajara, Monterrey y Ciudad de México. La planta ha construido el 70 por ciento de los vehículos ferroviarios en México.

## Productos
Bombardier Transportation México ha construido ferrocarriles que circulan actualmente en la red ferroviaria de México. Asimismo, fabricó trenes para sistemas de transporte dentro de las áreas metropolitanas de las ciudades de México, Guadalajara, Monterrey y en 1988 para Santiago de Chile en Chile.
De sus trabajos más reciente fue uno junto a la empresa española Construcciones y Auxiliar de Ferrocarriles, cuando fabricó y arrendó 45 trenes de rodadura neumática para México; estos trenes actualmente circulan en la Línea 2 del Metro de la Ciudad de México y varios en la Línea 7 del Metro de la Ciudad de México que fueron los más actuales e innovadores en la red del Metro de dicha ciudad, hasta la llegada en 2018 de los trenes de la Línea 1 del Metro de la Ciudad de México, en lo que se refiere a trenes de neumáticos.

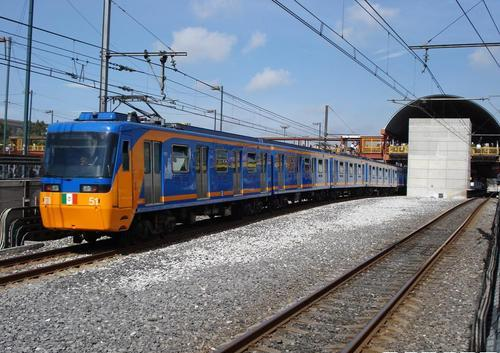
Un tren FM-95A, fabricado por Bombardier Transportation en 1995 para la Línea A del Metro de la Ciudad de México.

### Modelos
- Como Constructora Nacional de Carros de Ferrocarril

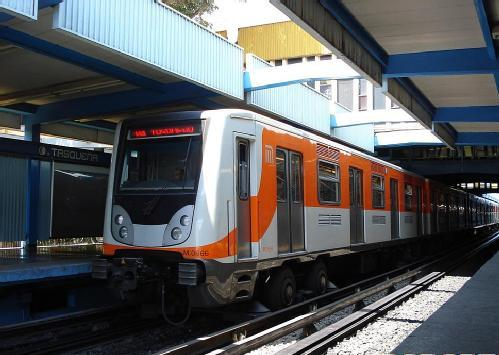
Un tren NM-02 en la Línea 2 del Metro de la Ciudad de México fabricado por Bombardier Transportation y CAF

| Modelo                                   | Rodadura  | Sistema donde opera                | Líneas donde circula |
| ---------------------------------------- | --------- | ---------------------------------- | -------------------- |
| NM-73 (con asistencia técnica de Alstom) | Neumática | Metro de la Ciudad de México       |                      |
| NM-79 (con asistencia técnica de Alstom) | Neumática | Metro de la Ciudad de México       |                      |
| NM-83                                    | Neumática | Metro de la Ciudad de México       |                      |
| FM-86                                    | Férrea    | Metro de la Ciudad de México       |                      |
| TLG-88 (en colaboración con Siemens)     | Férrea    | Sistema de Tren Eléctrico Urbano   |                      |
| NS-88 (en colaboración con Alstom)       | Neumática | Metro de Santiago                  |                      |
| TE-90                                    | Férrea    | Tren ligero de la Ciudad de México | Línea de tren Ligero |
| MM-90A                                   | Férrea    | Metrorrey                          |                      |

- Como Bombardier Transportation

| Modelo                                                      | Rodadura  | Sistema donde opera                | Líneas donde circula |
| ----------------------------------------------------------- | --------- | ---------------------------------- | -------------------- |
| MM-90B                                                      | Férrea    | Metrorrey                          |                      |
| TEG-90 (en colaboración con Siemens)                        | Férrea    | Sistema de Tren Eléctrico Urbano   |                      |
| FM-95A (en colaboración con CAF)                            | Férrea    | Metro de la Ciudad de México       |                      |
| TE-95                                                       | Férrea    | Tren Ligero de la Ciudad de México | Línea de tren Ligero |
| NM-02 (en colaboración con CAF)                             | Neumática | Metro de la Ciudad de México       |                      |
| MM-05                                                       | Férrea    | Metrorrey                          |                      |
| TE-06                                                       | Férrea    | Tren Ligero de la Ciudad de México | Línea de tren Ligero |
| TE-12                                                       | Férrea    | Tren Ligero de la Ciudad de México | Línea de tren Ligero |
| TEG-15                                                      | Férrea    | Sistema de Tren Eléctrico Urbano   |                      |
| X'Trapolis Tsíimin K’áak (con asistencia técnica de Alstom) | Férrea    | Tren Maya                          | Tren Maya            |